# ウィリアム・ポンティ高等師範学校
ウィリアム・ポンティ高等師範学校（École normale supérieure William Ponty）は、セネガルの学校。現在はセネガル南部のコルダにある。フランス領西アフリカの最高教育機関であり、同校の卒業生を中心にフランス領西アフリカの独立運動が展開された。
ウィリアム・ポンティ校は1903年、当時フランス領西アフリカの首都だったサンルイに創立された。その後1913年にはゴレ島に移転し、1937年にはリュフィスク近郊に移転し、セネガル独立後の1965年にコルダに移転した。
ウィリアム・ポンティ校はフランスが現地人官員の養成を目的として設立した学校であり、フランス領西アフリカ全土から優秀な学生が集まり、卒業後は下級官員として、また現地人のリーダーとして全土に散っていった。そのため、フランスの第4共和政時にアフリカから議員が選出できるようになると、同校出身の代議士が多数を占めた。さらに議員以外でも現地の指導者として、また知識人として重きをなしている場合が多く、彼らのネットワークによって独立への動きがすすんでいった。卒業生は出身地に関係なく集められ、仏領西アフリカ全土に配属されたため、仏領西アフリカの指導層に連帯意識が生まれる元となった。
独立運動を指導したコートジボワールのフェリックス・ウフェ＝ボワニ、マリ共和国のモディボ・ケイタ、ニジェールのアマニ・ディオリ、オートボルタのモーリス・ヤメオゴ、ダオメーのユベール・マガなどは、ウィリアム・ポンティ校の卒業生である。一方で、学校創立の経緯から卒業生には親フランス派が多く、独立運動は穏健なものに終始することが多かった。